# Militärischer Kommandorat für die Rettung der Republik
Der Militärische Kommandorat für die Rettung der Republik (französisch Conseil de commandement militaire pour le salut de la République; abgekürzt CCMSR, auch bekannt als Militärischer Kommandorat für das Wohlergehen der Republik) ist eine militante Rebellengruppe aus dem Tschad, die den Sturz der Regierung des Tschad anstrebt. Die Gruppe wurde 2016 gegründet und operiert derzeit in den Grenzregionen des nördlichen Tschad, des südlichen Libyen, des östlichen Niger und des westlichen Sudan. Der CCMSR mischte sich in den Zweiten Libyschen Bürgerkrieg ein und übernahm 2018 die Kontrolle über das Gebiet Kouri Bougoudi im Norden des Tschad.

## Geschichte

### Hintergrund, Gründung und erste Aktivitäten
Nachdem er 1990 die Macht übernommen hatte, wurde der tschadische Präsident Idriss Déby von zahlreichen bewaffneten tschadischen Oppositionsgruppen herausgefordert. Obwohl zahlreich und relativ mächtig, gelang es den Rebellenfraktionen nie, sich vollständig zu vereinen, um Déby zu stürzen, der sie daher im Verlauf mehrerer Bürgerkriege und Aufstände wiederholt zerschlagen konnte. Im Laufe der Zeit wurde das Militär des Tschad zunehmend mächtiger, während die tschadischen Rebellen ihre Unterstützer und Finanzierungsquellen verloren. Infolgedessen verlagerten sich die meisten von ihnen 2009 vom Tschad nach Libyen und in den Sudan, wo sie als Söldner arbeiteten, um aktiv zu bleiben und ihren Lebensunterhalt zu verdienen. Bis August 2017 operierten etwa 11.000 tschadische Söldner in Libyen und kämpften für zahlreiche libysche Parteien wie den Präsidialrat/die Regierung der Nationalen Einheit (GNA) und die Khalifa Haftar loyale Libysche Nationalarmee (LNA).
Mehrere tschadische Dissidentengruppen vereinigten sich im März 2016 unter der Führung des langjährigen Aufstandskommandanten Mahamat Mahdi Ali und bildeten die „Front für Wandel und Eintracht im Tschad“ (FACT), die sich mit den pro-GNA-Kräften in Libyen verbündete. Die Einheit der FACT brach jedoch fast sofort zusammen, als gewaltsame Auseinandersetzungen ausbrachen und ein Teil der Gruppe sich im März abspaltete. Diese Splittergruppe bestand aus Angehörigen des Kreda-Clans und nahm den Namen „Militärischer Kommandorat für die Rettung der Republik“ (CCMSR) an,: S. 17 wobei der ehemalige Sprecher der UFDD, Mahamat Hassani Bulmay, zum Generalsekretär gewählt wurde.
Der CCMSR wurde in den Grenzregionen des nördlichen Tschad, des südlichen Libyen, des östlichen Niger und des westlichen Sudan aktiv, verbündete sich mit den pro-GNA Benghazi-Verteidigungsbrigaden, und begann, seine Stärke in Libyen für einen Aufstand gegen die tschadische Regierung aufzubauen. Es kam auch zu Zusammenstößen mit Pro-Haftar-Kräften, und einer seiner Stützpunkte in der Nähe von Sabha wurde im April 2016 von der mit Haftar verbündeten Libyschen Luftwaffe bombardiert.

### Rückkehr in den Tschad
Der CCMSR war die erste bewaffnete tschadische Oppositionsgruppe, die seit 2010 in ihr Heimatland zurückkehrte, nämlich als sie im April 2017 einen Überfall startete und 12 tschadische Soldaten tötete. Anschließend erlangte sie einige Aufmerksamkeit in der Region und verbreitete Bulmays Schriften unter der tschadischen Bevölkerung. Seine Botschaften beinhalteten die Unterstützung der Interessen der tschadischen Region Bahr el Gazel sowie scharfe Kritik an lokalen Politikern, die mit Débys Regierung zusammenarbeiteten. Bulmays Ideen fanden bei der Jugend von Bahr el Gazel einigen Anklang.: S. 17–18 Ein größerer Zusammenstoß zwischen dem CCMSR und dem tschadischen Militär fand am 18. August 2017 statt, als eine CSSMR-Kolonne zufällig auf eine Patrouille der tschadischen Spezialkräfte in der Nähe von Tekro in Ennedi traf und die überraschten Regierungstruppen nach einem kurzen Gefecht in die Flucht schlug.: S. 18
Die Rebellengruppe erlitt im Oktober 2017 einen schweren Schlag, als die nigrische Regierung drei ihrer führenden Köpfe in Agadez verhaftete, nämlich Generalsekretär Bulmay, Sprecher Ahmat Yacoub Adam und den Sekretär für auswärtige Angelegenheiten Dr. Abderahman Issa Youssouf. Die Gruppe versuchte, die nigrische Regierung durch die Androhung eines Vergeltungsangriffs zur Freilassung zu zwingen, aber Niger lieferte sie dennoch an den Tschad aus. Trotz seiner vorherigen Drohung verzichtete der CCMSR darauf, Niger als Vergeltung anzugreifen. Bulmay, Adam und Youssouf wurden anschließend im Tschad vor Gericht gestellt, wegen des Kapitalverbrechens des Terrorismus angeklagt und in das Wüstengefängnis von Koro Toro überführt. Der CCMSR ernannte Mahamat Tahir Acheick als Ersatz-Generalsekretär, der wiederum 2018 von Michelot Yogogombaye abgelöst wurde. Yogogombaye, ein Loyalist des ehemaligen tschadischen Präsidenten Hissène Habré, operiert von Paris aus.
Im März und Mai 2018 wurde der CCMSR wiederholt von der Haftar-loyalen Libyschen Luftwaffe bombardiert, obwohl diese Angriffe fast keine Wirkung zeigten. Im Gegensatz dazu führte ein libyscher Luftangriff im Juni auf einen der Stützpunkte der Miliz in Um Aranib Berichten zufolge zu erheblichen Verlusten. Irgendwann schloss sich der CCMSR einer tschadischen Rebellenkoalition an, der „Nationalen Front für Demokratie und Gerechtigkeit im Tschad“, die im Juli 2018 gegründet wurde.

### Kontrolle über Kouri Bougoudi
Am 11. August 2018 startete der CCMSR einen größeren Angriff auf den Militärposten in Kouri Bougoudi im Tibesti-Gebirge und behauptete später, 73 Soldaten getötet und 45 gefangen genommen zu haben, während er selbst nur 11 Verluste (4 Tote, 7 Verwundete) erlitt. Die tschadische Regierung versuchte zunächst zu leugnen, dass der Angriff stattgefunden hatte, und spielte dann seine Bedeutung herunter. Während der CCMSR anbot, seine Gefangenen im Austausch für die Freilassung von Bulmay, Adam und Youssouf freizulassen, weigerte sich die tschadische Regierung, mit „wilden Söldnern, Banditen [und] Schlägern“ zu verhandeln, und befahl stattdessen den örtlichen Bergleuten, ihr Lager in Kouri Bougoudi zu verlassen. Das Militär zog sich anschließend am 22. August aus dem Gebiet zurück und überließ es dem CCMSR und illegalen Bergleuten. Von da an führte die Tschadische Luftwaffe mehrere Bombenangriffe in der Region durch, die auf das Bergbaulager Kouri Bougoudi und Kamelherden abzielten, mehrere Zivilisten töteten und den Einheimischen ihre Lebensgrundlage entzogen. In der Zwischenzeit setzte der CCMSR seine Angriffe auf Regierungspositionen fort, wie zum Beispiel in Tarbou in der Region Tibesti (21. September) und Miski in der Region Borkou (24. Oktober). Einige Einheimische kritisierten den CCMSR dafür, dass er ethnische Spannungen im Tibesti-Gebirge ausnutzte und verschlimmerte.: S. 17–18
Gleichzeitig nahmen die Spannungen im südlichen Libyen zu, da einheimische Zivilisten und bewaffnete Kräfte zunehmend gegen die Präsenz tschadischer Militanter waren, was zu zahlreichen Zusammenstößen führte. Ende Oktober 2018 startete Haftars LNA eine Offensive im Murzuk-Becken, um rivalisierende libysche und tschadische Gruppen, darunter den CCMSR, aus der Region zu vertreiben. Es wurde spekuliert, dass die tschadischen Militanten, die am 27. Dezember 2018 den LNA-Stützpunkt in Traghan angriffen, mit dem CCMSR in Verbindung standen. Am 12. Januar 2019 kam es in Gatroun im südlichen Libyen zu Zusammenstößen zwischen dem CCMSR und der mit der LNA verbündeten sudanesischen SLM/A-Minnawi sowie mit der pro-Déby sudanesischen Bewegung für Gerechtigkeit und Gleichheit in den Goldminen von Kouri Bougoudi im Norden des Tschad. Bis Februar 2019 geriet der CCMSR unter zunehmenden Druck durch die LNA und ihre Verbündeten, da letztere eine weitere Offensive gestartet hatten, um die GNA und tschadische Rebellen aus dem südlichen Libyen zu vertreiben.

### Fortgesetzte grenzüberschreitende Überfälle
Bis August 2019 hatte der CCMSR die Kontrolle über Kouri Bougoudi verloren, setzte aber weiterhin grenzüberschreitende Überfälle ins Tibesti-Gebirge fort. Das tschadische Militär reagierte mit hartem Durchgreifen in dem Gebiet und verhängte für fünf Monate den regionalen Ausnahmezustand. Am 19. Februar 2020 starteten CCMSR-Truppen einen weiteren Überfall auf Kouri Bougoudi, was zu einer größeren Schlacht mit Sicherheitskräften führte. Beide Seiten behaupteten, ihren Gegnern schwere Verluste zugefügt zu haben, bevor sich die Rebellen nach Libyen zurückzogen.
Als Idriss Déby während einer von der FACT geführten Offensive im Kampf getötet wurde, übernahm sein Sohn Mahamat Déby Itno die Macht. Der CCMSR erklärte daraufhin seine Entschlossenheit, Déby Itnos Übergangs-Militärrat (TMC) zu stürzen, und unterstützte die FACT bei ihrer Offensive. Zu diesem Zeitpunkt wurde der CCMSR von Rachid Mahamat Tahir geleitet.

## Ideologie
Der CCMSR stellt sich selbst als tschadische nationalistische Bewegung dar, die sich gegen das autoritäre Regime von Idriss Déby richtet, das sie als gleichgültig und unterdrückerisch gegenüber dem tschadischen Volk betrachtet. In einer Erklärung beschrieb Mahamat Hassani Bulmay Débys Regierung als „Clan-Despotismus in seiner heimtückischsten und abscheulichsten Form“ und erklärte, dass der einzige Weg, seine Herrschaft zu beenden, der Krieg sei. Laut Bulmay hatte der tschadische Präsident eine „doppelte Wahl, das Grab oder das Gefängnis“. Darüber hinaus hat der CCMSR seine Unterstützung für die Interessen marginalisierter Völker und Gebiete im Norden und in der Mitte des Tschad zum Ausdruck gebracht.: S. 17–18
Auch der Islam spielt eine Rolle in der Ideologie des CCMSR und wird von der Gruppe genutzt, um lokale Unterstützung zu mobilisieren, Allianzen im südlichen Libyen zu bilden: S. 13 und die öffentliche Meinung gegen Déby und seinen inneren Kreis zu beeinflussen, die der CCMSR beschuldigt hat, „schlechte Muslime“ zu sein.: S. 12–13 Trotzdem ist der CCMSR keine offen religiöse Organisation. Insbesondere sein ehemaliger Leiter Bulmay war dafür bekannt, nicht fromm zu sein.: S. 13

## Stärke
Der CCMSR behauptet, 4.500 Kämpfer unter seinem Kommando zu haben, die meisten von ihnen Mitglieder der Daza-Untergruppe des Tubu-Volkes sowie kleinere Zahlen von Arabern, Maba und Zaghawa. Er ist die größte Gruppe in der Rebellenkoalition „Nationale Front für Demokratie und Gerechtigkeit im Tschad“. Es gab Behauptungen, dass der CCMSR von Katar finanziert wird, da er mit libyschen Milizen verbündet ist, die von Katar unterstützt werden.